# North Mankato
North Mankato – miasto w Stanach Zjednoczonych, w stanie Minnesota, w hrabstwie Nicollet. Mała jego część leży na terenie hrabstwa Blue Earth.